# Large Binocular Telescope
De Large Binocular Telescope (LBT, oorspronkelijke naam Columbus Project) is gevestigd op een hoogte van 3300 meter op de Mount Graham in de Pinaleño Mountains in Zuidoost-Arizona. Hij maakt deel uit van het Mount Graham International Observatory. De LBT behoort tot de telescopen met de hoogste resolutie en is een van de meest geavanceerde optische telescopen. Vanwege die achtergrond is de telescoop het hoofdonderwerp geweest van een aflevering van National Geographic's Big, Bigger, Biggest.

## Project
De LBT is een gezamenlijk project van de Italiaanse astronomische gemeenschap, diverse Amerikaanse universiteiten en laboratoria, en het LBT Beteiligungsgesellschaft in Duitsland.
De telescoop omvat twee spiegels van 8,4 m, gemonteerd op een gemeenschappelijk basis – vandaar de naam binoculair. De LBT maakt gebruik van actieve en adaptieve optiek, geleverd door de Sterrenwacht van Arcetri bij Florence. Het lichtvangende oppervlak is equivalent aan een cirkelvormige apertuur van 11,8 m, groter dan dat van enige andere enkelvoudige telescoop. Er is ook voorzien in een interferometrische modus, met een maximale basislijn van 22,8 m. voor waarneming door middel van apertuursynthese.